# 荷西·馬利亞·拉羅卡
荷西·馬利亞·拉羅卡（西班牙語：José Maria Larocca，1969年1月1日—）是一名阿根廷馬術運動員，曾代表國家參加2012年夏季奧林匹克運動會的馬術個人場地障礙賽，並未獲得獎牌。